# Triinu Kivilaan

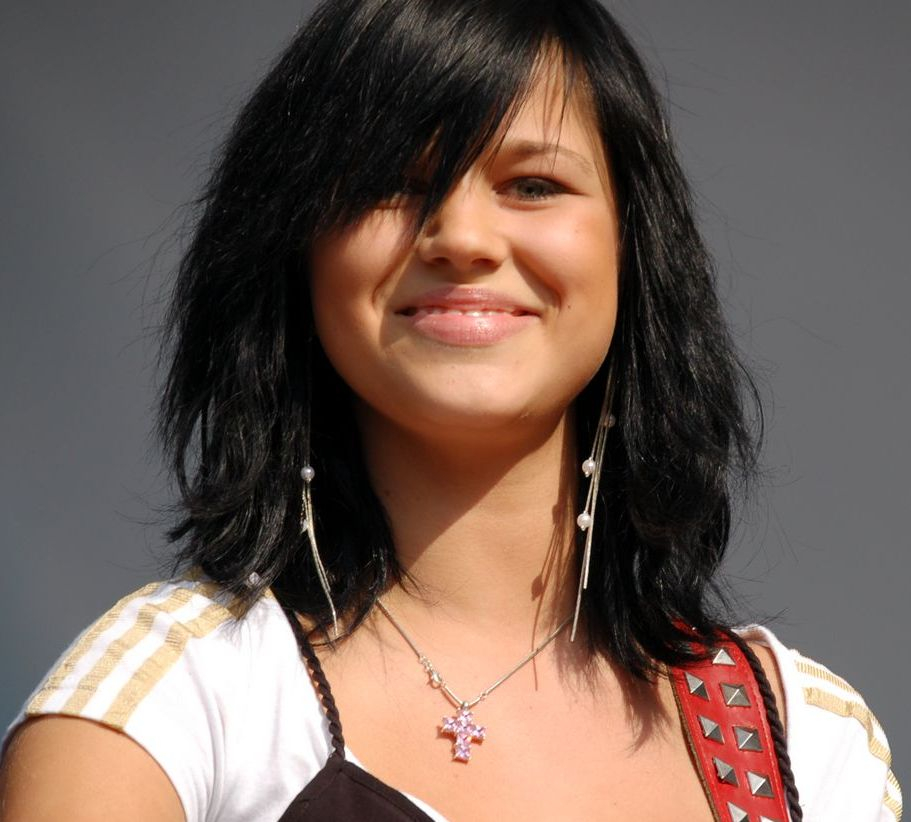
Triinu Kivilaan (2005)

Triinu Kivilaan (* 13. Januar 1989 in Viljandi) ist eine estnische Pop-Rock- und R&B-Sängerin. Bekannt wurde sie als Mitglied der Band Vanilla Ninja.

## Werdegang
Kivilaan lernte vier Jahre lang Bass, Klavier und Saxophon und nahm an Gesangswettbewerben teil. Sie war als Model tätig, ersetzte ab dem 7. August 2004 aber bei Vanilla Ninja Maarja Kivi, die die Band verlassen hatte. Mit Vanilla Ninja nahm Kivilaan am Eurovision Song Contest 2005 teil, wo sie, für die Schweiz antretend, den achten Platz belegten. Das Finale sahen 150 Millionen Menschen.
Im Januar 2006 verließ sie die Band wieder. Das Produzententeam Fabian König und Ollie Stan (03|Studio) schrieb anschließend mehrere Lieder für Kivilaan. Außerdem stand ihr seit Mai 2008 der Manager Rainer Moslener (No Angels und Christina Stürmer) zur Seite.
Die Debütsingle Home, die im März 2008 erschien, verfehlte die Hitparaden. Erfolgreicher war der Titel Fallen, der im Sommer 2008 in den deutschen Singlecharts einstieg. Er war die Vorabauskopplung aus ihrem ersten Soloalbum mit dem Titel Now and Forever, das Ende August veröffentlicht wurde.
Nachdem sich ihr Debütalbum nicht in den Charts platzieren konnte, zog sie sich bis auf Weiteres aus der Öffentlichkeit zurück. Sie lebt heute in Pratteln und arbeitet bei einem Telekommunikations-Unternehmen. 2011 beendete sie ihre Karriere als Musikerin. Zu den ehemaligen Bandmitgliedern hatte Kivilaan keinen Kontakt mehr.
Sie hat zwei Geschwister.
Am 27. November 2020 wurde bekannt, dass Kivilaan wieder bei Vanilla Ninja eingestiegen ist. Das neue Album Encore erschien im Oktober 2021. Bei der Comebacksingle Gotta Get It Right ist Kivilaan die Hauptsängerin. Nach vier Singles und sechs Musikvideos verließ Kivilaan die Band wieder. Am 4. März 2022 wurde ihre Schwester Kerli Kivilaan als neues Bandmitglied bei Vanilla Ninja vorgestellt.

## Diskografie

### Studioalben
- 2008: Now and Forever

### Singles
| Jahr | Titel Album            | Höchstplatzierung, Gesamtwochen, AuszeichnungChartplatzierungen (Jahr, Titel, Album, Platzierungen, Wochen, Auszeichnungen, Anmerkungen) | Höchstplatzierung, Gesamtwochen, AuszeichnungChartplatzierungen (Jahr, Titel, Album, Platzierungen, Wochen, Auszeichnungen, Anmerkungen) | Höchstplatzierung, Gesamtwochen, AuszeichnungChartplatzierungen (Jahr, Titel, Album, Platzierungen, Wochen, Auszeichnungen, Anmerkungen) | Anmerkungen                          |
| Jahr | Titel Album            | DE | AT | CH | Anmerkungen                          |
| ---- | ---------------------- | --- | --- | --- | ------------------------------------ |
| 2008 | Fallen Now and Forever | DE85 (2 Wo.)DE | — | — | Erstveröffentlichung: 8. August 2008 |

Weitere Veröffentlichungen
- 2008: Home
- 2008: Be with You
- 2009: Is It Me? (Promo-Single)

## Trivia
Oftmals wurde der 4. August 1987 als Geburtsdatum angegeben, damit sie den Kinderarbeitsschutz umgehen konnte. Strafrechtlich wurde es jedoch nicht verfolgt, da es bis zur ESC-Teilnahme für die Schweiz nur Gerüchte unter den Fans gab. In Estland wurde jedoch immer ihr wahres Geburtsjahr, 1989, angegeben.